# William Lascelles
William Saunders Sebright Lascelles (29 octobre 1798 – 2 juillet 1851) est un homme politique Whig. Il est contrôleur de la maison de 1847 à 1851.

## Famille
Il est le troisième fils de Henry Lascelles (2e comte de Harewood), et de sa femme Henriette Sebright, fille du Lieutenant-général Sir John Sebright (6e baronnet). Il est le frère d'Edward Lascelles (1796-1839, le vicomte de Lascelles 1820-1839), Henry Lascelles (3e comte de Harewood), et Edwin Lascelles (1799-1865).

## Carrière politique
Lascelles est élu au Parlement pour East Looe en 1826, un siège qu'il occupe jusqu'en 1830. Il est ensuite député de Northallerton, de 1831 à 1832 pour Wakefield de 1837 à 1841 et de 1842 à 1847 et de Knaresborough de 1847 à 1851. En 1847, il entre au Conseil Privé et est nommé contrôleur de la famille par Lord John Russell, un poste qu'il occupe jusqu'à sa mort en 1851.

## Cricket
Lascelles joue de première classe de cricket en 1818. Il est enregistré dans un match pour E. H. Budd's XI, pour un total de 1 courir avec un score de 1.

## Mariage et descendance
Lascelles épouse Caroline Georgiana Howard (d. 1881), fille de George Howard (6e comte de Carlisle), le 14 mai 1823. Ils ont neuf enfants:
- Henrietta Frances Lascelles (d. 1884), épouse de William Cavendish, 2e baron Chesham.
- Georgiana Caroline Lascelles (d. 1911), épouse de Charles William Grenfell, un petit-fils de William Molyneux (2e comte de Sefton).
- Emma Elizabeth Lascelles (d. 1920), mariée à Edward Cavendish, fils de William Cavendish (7e duc de Devonshire).
- Béatrice Blanche Lascelles (d. 1915), épouse Frederick Temple, Archevêque de Cantorbéry.
- Claude George William Lascelles (1831-1903), mort célibataire.
- Edwin Lascelles (1833-1877), mort célibataire.
- Marie Louise Lascelles (c. 1836-1917), morte célibataire.
- Frank Lascelles (1841-1920), marié à Marie Emma Olliffe.
- Henry Arthur Lascelles (1842-1913), marié à Caroline Maria Gore, sœur de Charles Gore, parents de Francis William Lascelles.

Lascelles est décédé en juillet 1851, âgé de 52 ans. Lady Caroline Lascelles est décédée en novembre 1881.